# Pleurocera corpulenta
Pleurocera corpulenta är en snäckart som först beskrevs av Anthony 1854.  Pleurocera corpulenta ingår i släktet Pleurocera och familjen Pleuroceridae. IUCN kategoriserar arten globalt som akut hotad. Inga underarter finns listade i Catalogue of Life.